# Rheinbote
«Рейнботе» (нем. Rheinbote) — немецкая баллистическая ракета дальнего действия, разработанной Германией во время Второй мировой войны. Название ракеты в переводе с немецкого означает «вестник Рейна» (нем. Rhein — «Рейн» и bote — «вестник»).

## История

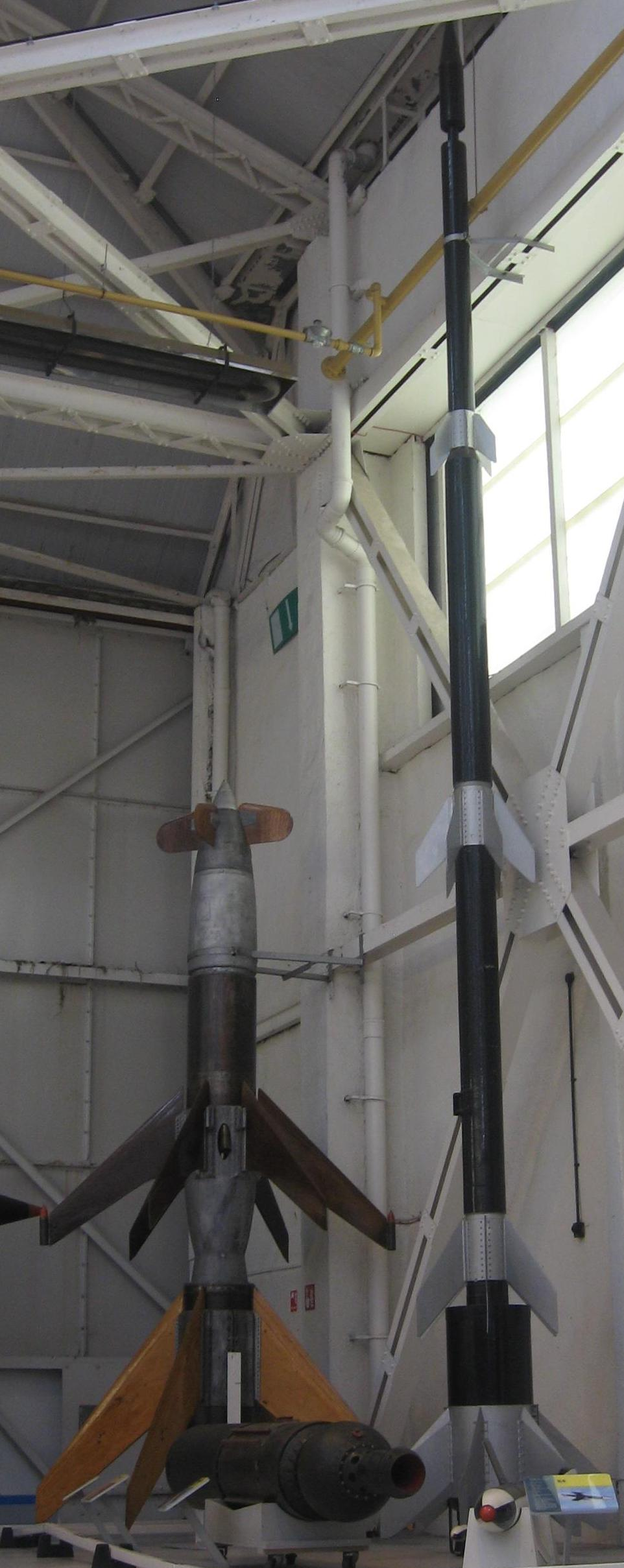
«Рейнботе» (справа) и «Рейнтохтер»

Благодаря тактике блицкрига, в Германии стало понятно, что артиллерия не может достаточно быстро поспевать за пехотными и танковыми частями. Кроме того, дальнобойная артиллерия того времени имела дальность стрельбы до 15 км. Разработанная в 1943 году компанией Rheinmetall-Borsig AG, «Рейнботе» была четырехступенчатой ракетой на твердом топливе. Первые испытательные полеты были проведены в том же году. В систему было внесено несколько изменений, но базовая конструкция осталась прежней. Длина ракеты составляла 11,4 м (37 футов 5 дюймов), с плавниками на хвосте и одним набором дополнительных плавников на каждой ступени. Более 220 «Рейнботе» было построено. Ракета была впервые использована в 1944 году. Ракеты были выпущены по городу Антверпен.

## Описание
В отличие от одноступенчатой Фау-2, в которой в качестве ракетного топлива использовался жидкий кислород и спирт, ракета «Рейнботе» представляла собой твердотопливную четырехступенчатую ракету. Он был разработан концерном Rheinmettal-Borsig AG из двухступенчатого предшественника «Рейнтохтер» и испытан в ракетно-испытательном центре Румбке. «Рейнботе» мог транспортировать заряд взрывчатого вещества в 25 кг на расстояние 220 км. Ракета была использована в ноябре 1944 года в военных действиях. Ракета транспортировались и запускалась с помощью мобильной ракетной установки «Meillerwagen»

## Тактико-технические характеристики
- Основная функция: артиллерийская поддержка
- Силовая установка: дигликоль-динитратная твердотопливная ракета
- Длина: 11,4 м (37 футов 5 дюймов)
- Стартовый вес: 1 709 кг (3 768 фунтов)
- Скорость: 6800 км / ч (4200 миль в час; 3700 уз)
- Боевая часть: 40 кг (88 фунтов)
- Радиус действия: 160 км (99 миль; 86 морских миль) (эффективный); 220 км (140 миль; 120 морских миль) (максимум)